# Ormeshadow
Ormeshadow (titre original : Ormeshadow) est un roman court de fantasy de Priya Sharma paru en 2019 puis traduit en français et publié aux éditions Le Bélial' en 2021. Il a obtenu le prix Shirley-Jackson du meilleur roman court 2019 et prix British Fantasy du meilleur roman court 2020.

## Résumé
Gideon Belman est un garçon de sept ans, fils unique, vivant dans la ville de Bath durant l'époque victorienne. Enfant intelligent dont les capacités intellectuelles semblent le destiner à de grandes études, sa vie change du tout au tout lorsque ses parents, John et Clare, décident de quitter la modernité de Bath pour emménager dans la ferme familiale des Belman, située dans le village d'Ormeshadow. Cette ferme, qui appartenait jadis au père de John, est dorénavant occupée par son frère, Thomas, éleveur de moutons, sa femme Maud et leurs trois enfants, Samuel, huit ans, Peter, six ans, et Charity, encore bébé. Ce déménagement fait suite à la démission de John, pour une raison inconnue. Ce dernier possède la moitié des terres qui entourent la ferme, dont il est également propriétaire pour moitié.
Gideon découvre la vie à la campagne, avec ses nombreuses tâches manuelles, ainsi que la vie en communauté, sous la direction très autoritaire de son oncle qui fait preuve d'une rudesse, voire d'une méchanceté, qui ne cesse à tout le moins de le déstabiliser. Sa mère ne semble pas s'en émouvoir, creusant ainsi petit à petit un fossé entre eux. Son père, quant à lui, essaye autant que faire se peut de le protéger, préservant des moments de complicité avec lui lors de longues balades entre la ferme et le bord de mer. C'est durant ces excursions que John dévoile à son fils qu'avant la création du village d'Ormeshadow, une dragonne s'était installée dans la région et avait choisie Gideon Bellamans, un lointain ancêtre de la famille Belman, pour prendre soin et s'occuper  d'elle. Elle s'est finalement endormie pour ne jamais plus se réveiller, la végétation a poussé sur elle puis un village s'est installé à proximité. Cette vieille histoire de famille s'est transmise de génération en génération, se transformant petit à petit en légende. Un trésor se trouverait caché dans les environs mais personne ne l'a jamais trouvé. John, à l'inverse de son frère, croit à cette histoire et c'est pour cela qu'il a donné à son fils le prénom de Gideon.
Gideon, âgé de dix ans, surprend une dispute entre ses parents. Son père quitte ensuite la maison. Sa disparition, ainsi que celle de son frère, durent plusieurs jours jusqu'à ce que le corps de John soit retrouvé mort, sur des rochers à proximité de l'Orme, la parcelle de terrain où la dragonne se serait endormie plusieurs siècles auparavant. La vie de Gideon, déjà difficile, devient alors un véritable calvaire, entre sa mère qui semble se rapprocher de son oncle, la femme de celui-ci qui semble de plus en plus aigrie par sa vie, ses cousins qui ne l'ont jamais accepté, et la décision de son oncle de le retirer de l'école afin qu'il se consacre exclusivement aux tâches de la ferme.
Les années passent, la vie de Gideon étant toujours plus dure, sans qu'aucune possibilité d'amélioration ne se présente. À l'âge de dix-sept ans, il surprend son oncle en train de faire l'amour à sa mère. Ivre de chagrin, il se réfugie dans une grotte que son père lui avait montrée, dans ce qui est censé être l'oreille de la dragonne. L'immense tristesse de Gideon la réveille et elle prend son envol, en emportant Gideon avec elle. Elle incendie le village et dépose Gideon inanimé là où le corps de son père avait été retrouvé. Ambrose Martin, le marin qui avait trouvé le corps de John Belman, trouve cette fois-ci le corps de son fils mais, à sa grande joie, ce dernier est encore vivant. Gideon a trouvé le trésor de la dragonne et il part s'installer à Bath pour y vivre des jours meilleurs.